# عيد الشكر (الولايات المتحدة)
عيد الشكر في الولايات المتحدة (بالإنجليزية: Thanksgiving)‏، هي إجازة رسمية ليوم واحد في الخميس الرابع من شهر نوفمبر من كل سنة بالولايات المتحدة الأمريكية. حيث يقوم الأمريكيون بدعاء شكر قبل بدأ الطعام وقد احتفل بعيد الشكر على الصعيد الوطني غير أنه أوقف منذ عام 1789، بطلب من الكونغرس تبعه إعلاناً من جورج واشنطن.

## الاحتفالات التقليدية

عيد الشكر في الولايات المتحدة في شهر نوفمبر عام 1942م.

### الجمعيات الخيرية
غالبًا ما يتم تزويد الفقراء بالطعام في وقت عيد الشكر.حيث تقوم معظم الجمعيات بحملات غذائية سنوية لتجميع الأطعمة المعبأة ، وتقوم الشركات برعاية التوزيعات الخيرية للأغذية الأساسية وعشاء عيد الشكر. يجند جيش الخلاص المتطوعين لتقديم عشاء عيد الشكر لمئات الأشخاص في أماكن مختلفة. بالإضافة إلى ذلك ، تم ربط أن يكون بعد خمسة أيام من عيد الشكر هو يوم الثلاثاء ، وهو احتفال بالعطاء الخيري. [بحاجة لمصدر]

## تاريخ
منذ أن تم تحديد يوم الخميس الرابع في نوفمبر بموجب القانون في عام 1941، يمكن أن يكون عيد الشكر في الولايات المتحدة في أي تاريخ من 22 إلى 28 نوفمبر.
نظرًا لأن عيد الشكر هو يوم عطلة رسمية ، فإن جميع مكاتب حكومة الولايات المتحدة مغلقة ويتم دفع رواتب جميع الموظفين عن ذلك اليوم. وهو أيضًا عطلة لبورصة نيويورك ومعظم الأسواق المالية وشركات الخدمات المالية الأخرى.

### أيام بعد عيد الشكر
اليوم التالي لعيد الشكر هو يوم عطلة لبعض الشركات ومعظم المدارس. في العقدين الأخيرين من القرن العشرين ، أصبحت تُعرف باسم يوم الجمعة السوداء ، وهي بداية موسم التسوق في عيد الميلاد ويوم للمبيعات الفوضوية في الصباح الباكر لدى كبار محالّ تجارة التجزئة التي تم إغلاقها في عيد الشكر. نشأت حركة متناقضة تُعرف باسم يوم شراء أي شيء (بالإنجليزية: Buy Nothing Day)‏ في كندا عام 1992. اليوم التالي لعيد الشكر هو أيضًا يوم التراث الأمريكي الأصلي (بالإنجليزية: Native American Heritage Day)‏ ، وهو يوم لتكريم الأمريكيين الأصليين لمساهماتهم العديدة في الولايات المتحدة.
Small Business Saturday ، وهي حركة تروج للتسوق في المؤسسات المحلية الأصغر ، تتم يوم السبت الأخير من شهر نوفمبر ، بعد يومين من عيد الشكر. إثنين الإنترنت هو لقب يُعطى ليوم الاثنين التالي لعيد الشكر ؛ تطور اليوم في الأيام الأولى للإنترنت ، عندما استفاد المستهلكون العائدون إلى العمل من اتصالات الإنترنت ذات النطاق العريض لأصحاب العمل للقيام بالتسوق عبر الإنترنت وبدأ تجار التجزئة في عرض المبيعات لتلبية الطلب.